# Pista ortodoxa
Pista ortodoxa är en ringmaskart som beskrevs av Saphronova 1984. Pista ortodoxa ingår i släktet Pista och familjen Terebellidae. Inga underarter finns listade i Catalogue of Life.